# 蒂薩萊奧縣
1°21′S 78°40′W / 1.350°S 78.667°W
蒂薩萊奧縣（西班牙語：Cantón Tisaleo），是厄瓜多爾的縣份，位於該國中部，由通古拉瓦省負責管轄，面積59平方公里，2001年人口10,525，該縣人口密度每平方公里178.39人。